# Eventi a Firenze

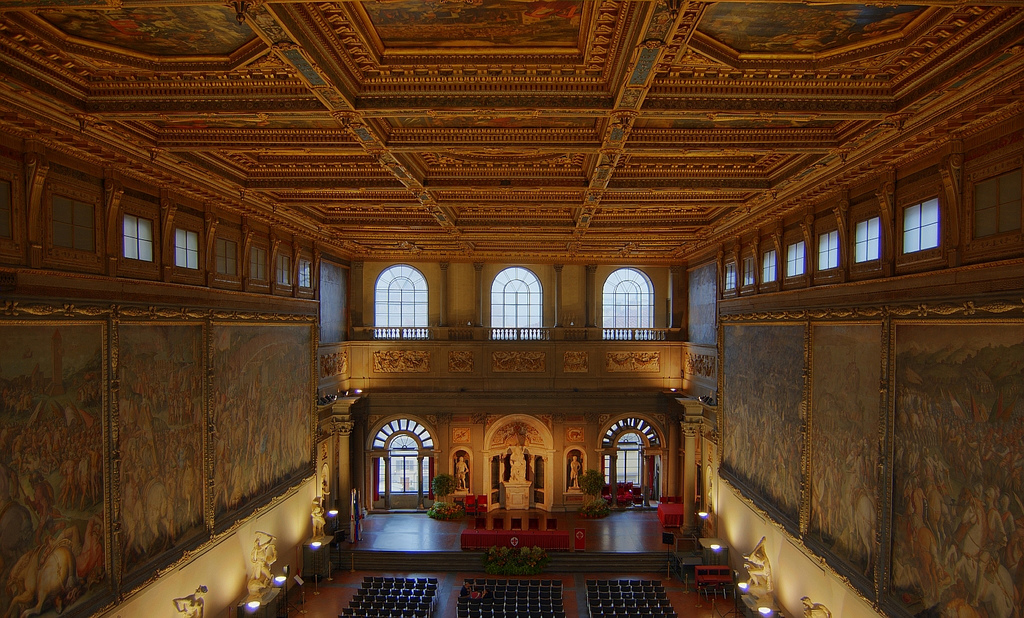
Salone dei Cinquecento di Palazzo Vecchio

Firenze è un importante centro congressuale e fieristico, che ospita ogni anno numerosi meeting e manifestazioni nazionali ed internazionali, concerti, spettacoli ed eventi.
Il principale punto di riferimento per la promozione della destinazione, l'assistenza ed il supporto nell'organizzazione di eventi a Firenze è il Firenze Convention Bureau, consorzio non profit che ha come mission la promozione della città come sede di eventi e congressi.

## Luoghi

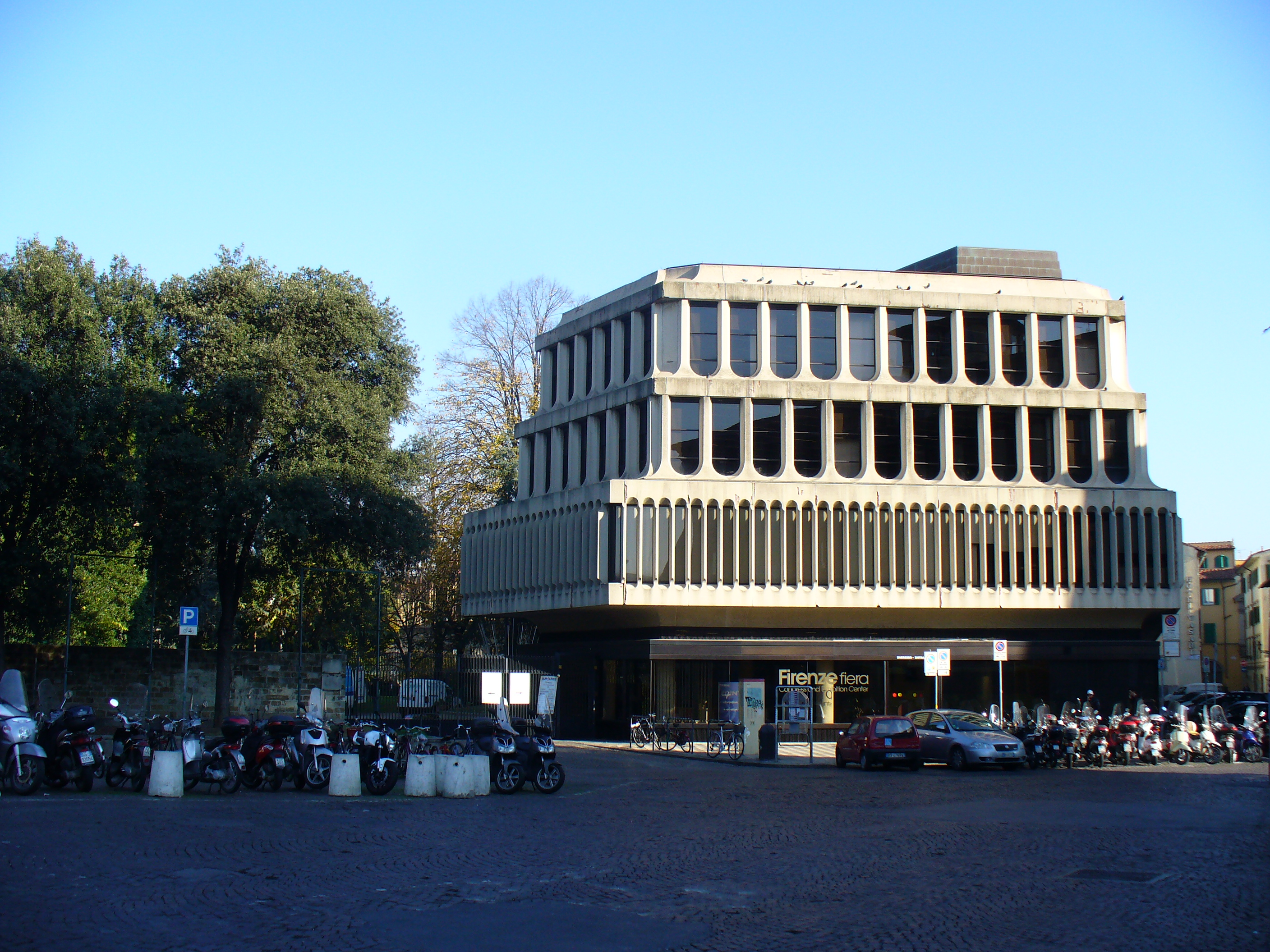
Palazzo degli Affari

I principali luoghi della città dove che ospitano questi eventi sono:
- Firenze Fieraè il sistema fiorentino che organizza eventi, congressi, meeting ed esposizioni nella città di Firenze, contando 100.000 m² di spazi espositivi potendo ospitare fino a 20.000 persone contemporaneamente:
  - Fortezza da BassoÈ una grande struttura polivalente, circondata dai viali di Circonvallazione e collegata al palazzo dei Congressi tramite piazza Bambine e Bambini di Beslan, è formata da vari padiglioni, tra i quali il più grande è il Padiglione Spadolini. Vi si tengono tantissimi concerti, esposizioni, manifestazioni e meeting.
Palazzo dei CongressiHa sede nell'ottocentesca Villa Vittoria, la struttura fatta costruire dalla famiglia Stiozzi-Ridolfi e poi passata ai Contini-Bonacossi. È situata a pochi passi dal centro storico ed è circondata da un parco, è integrato da un Auditoriumche può ospitare fino a 1.000 persone.
Palazzo degli AffariIl palazzo degli Affari, inaugurato nel 1974, è una moderna struttura di 4.000 m2 progettata dall'architetto Pierluigi Spadolini situata in piazza Adua. Ha una capacità complessiva di 1.800 persone ed accoglie convegni e manifestazioni espositive, poster session, sale stampa, défilé di alta moda oltre a colazioni di lavoro e gala dinner. Dall'attico del Palazzo si può ammirare il panorama di Firenze e dell'ampio parco secolare, che collega la struttura del palazzo dei Congressi.

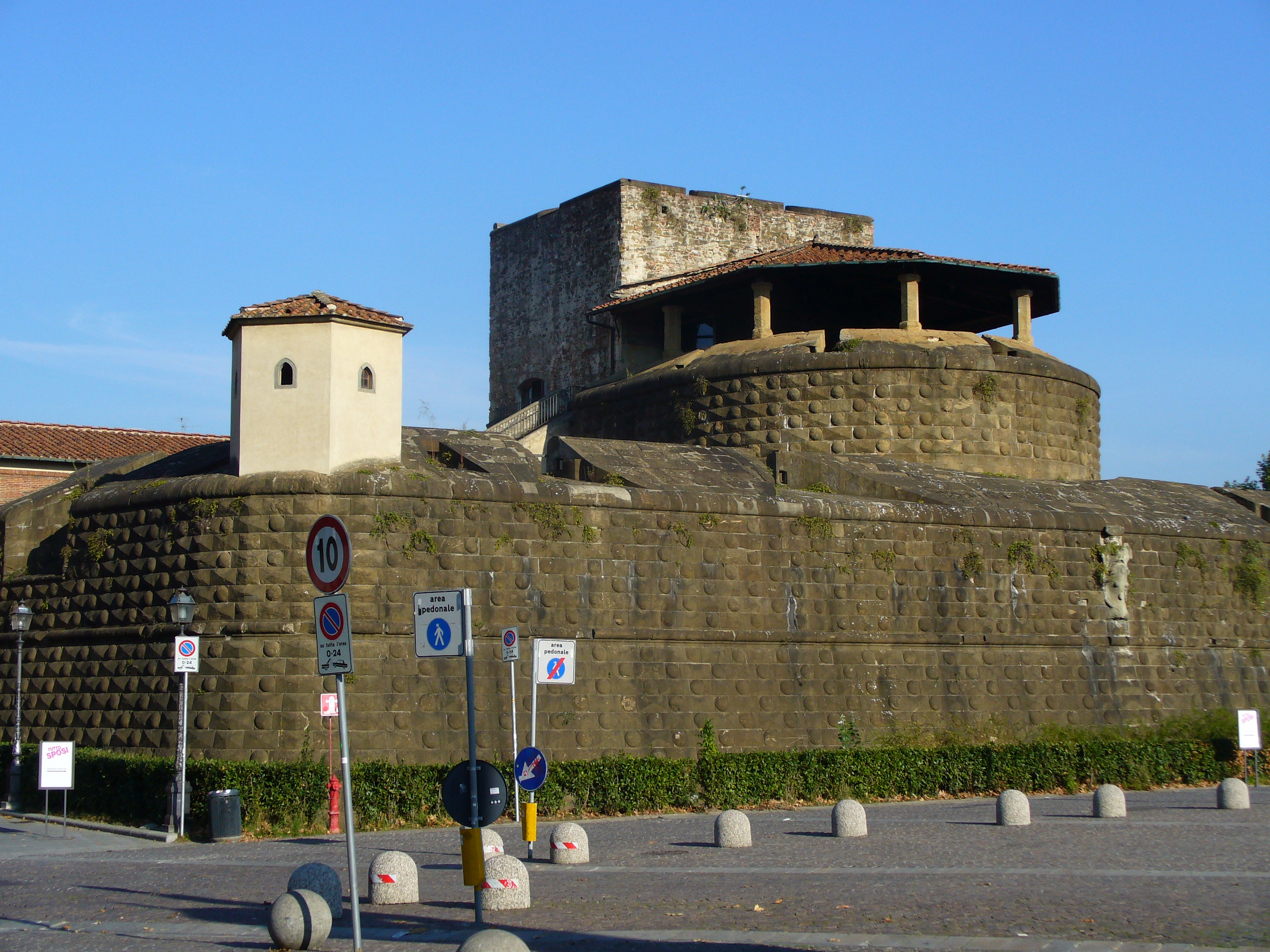
Fortezza da Basso

- ParterreÈ una struttura polifunzionale di Firenze, situata tra piazza della Libertà, via Madonna della Tosse, largo Zoli, via Mafalda di Savoia e via del Ponte Rosso. In inverno vi è installata una pista di pattinaggio su ghiaccio, che è andata a soppiantare quella organizzata ogni anno nelle feste natalizie in piazza Santa Croce.
Stazione LeopoldaÈ stata la prima stazione ferroviaria costruita a Firenze, oggi adibita a meeting, congressi e varie manifestazioni, e si trova in viale Fratelli Rosselli sui viali di Circonvallazione. Oggi è uno degli spazi più duttili della città, gestito da Stazione Leopolda S.r.l. una società di Pitti Immagine, con il grande vano dell'ex officina usato di volta in volta per manifestazioni ed eventi diversi, dalla musica alla moda, dalle fiere mercato alla discoteca.  La sua valorizzazione come spazio teatrale è legata alle iniziative di "Fabbrica Europa" ideata all'inizio degli anni '90 da Progetti Toscani Associati che qui ha richiamato artisti internazionali per eventi di danza, musica, teatro, arti visive, incontri, laboratori e produzioni indipendenti. Si tratta di uno spazio che per le sue caratteristiche sembra votato ad accogliere programmi interdisciplinari ed eventi significativi della contemporaneità, oltrepassando sia le frontiere di genere tra le diverse discipline sia le frontiere geografiche tra le diverse culture.
Nelson Mandela Forumè il più importante palazzo dello sport della città, struttura polivalente, ospita manifestazioni sportive (tra le quali le gare interne del Pool Firenze Basket), concerti,  congressi politici, meeting vari, mostre, musical e rassegne cinematografiche.
- Stadio Artemio Franchi
- Piazzale Michelangelo
- Centro storico:
  - Palazzo Pitti
  - Palazzo Vecchio
  - Piazza Santa Croce
- Teatri di Firenze

## Eventi

### Eventi tradizionali fiorentini
- Scoppio del carro, (Pasqua)
- Capodanno fiorentino, (25 marzo)

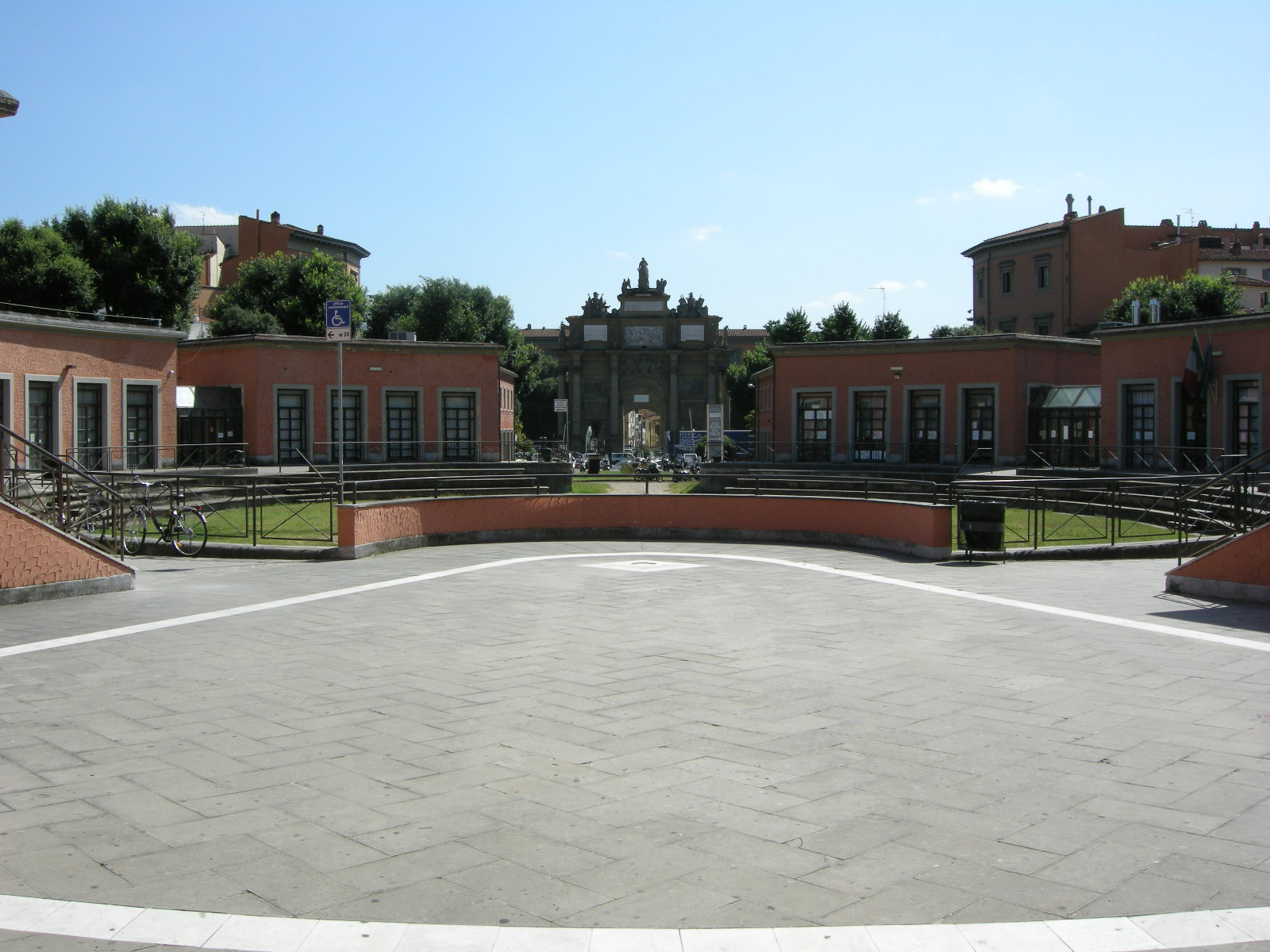
Parterre

- Festa della Rificolona, (7 settembre)
- Festa del grillo
- Festa di Sant'Anna, (26 luglio)
- Commemorazione di Ugo II di Toscana, Badia Fiorentina (21 dicembre)
- Festa degli Omaggi, (20 dicembre)
- Festa della Toscana, (30 novembre)
- Festa di Santa Reparata, (5-8 ottobre)
- Bacco Artigiano, (27 settembre)
- Festa di San Lorenzo, basilica di San Lorenzo (10 agosto)
- Torneo del Calcio Storico, (24 giugno)
- Palio dei Navicelli, (giugno)
- Fiorita, (23 maggio)
- Palio del Baluardo, (18 maggio)
- Trofeo Marzocco, (10 maggio)
- Ricordo di Anna Maria Luisa de' Medici, (17 febbraio)
- Cavalcata dei Magi, (6 gennaio)
- Maggio Musicale Fiorentino

### Eventi moderni

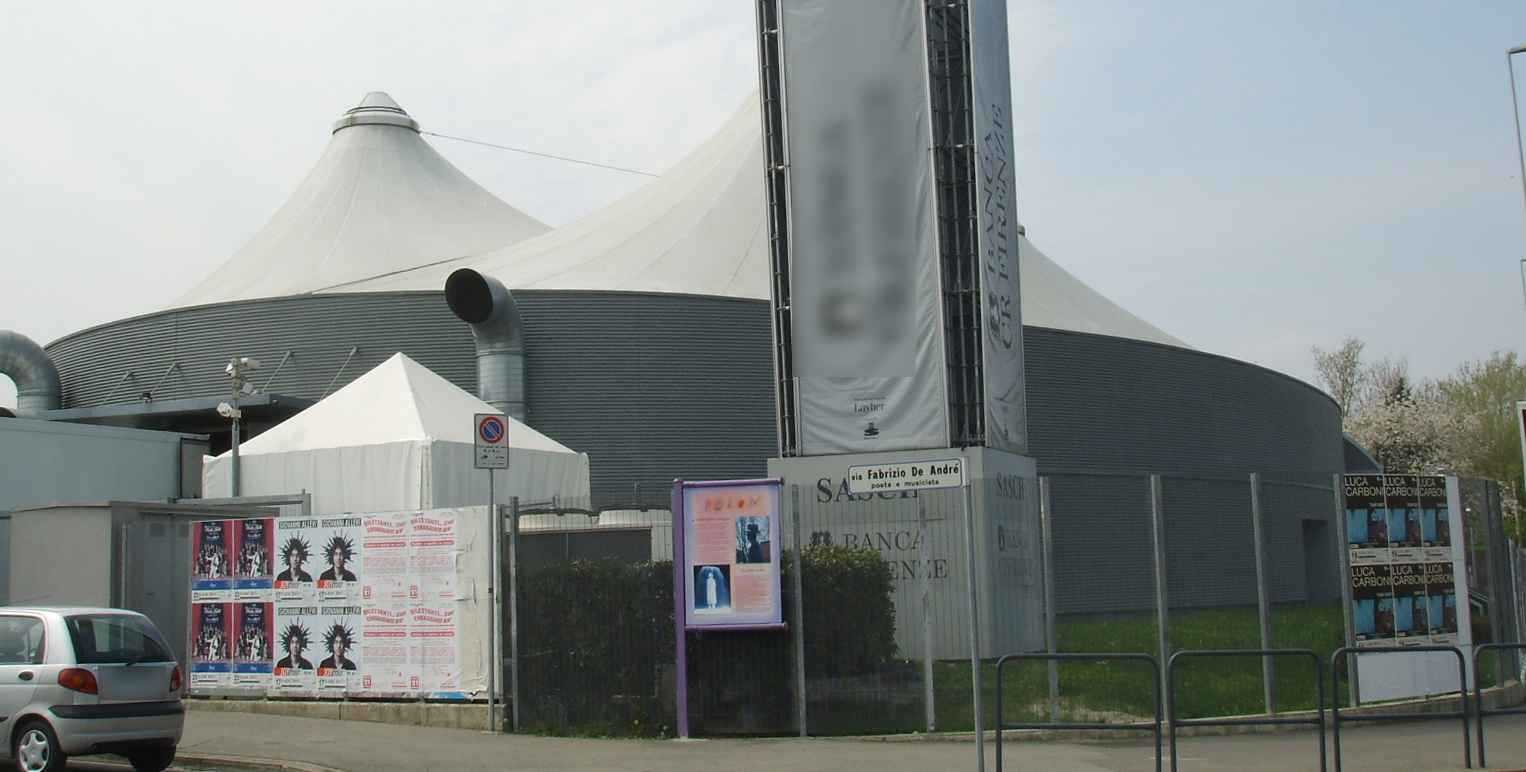
Saschall

- Festival della creatività, manifestazione sulle espressioni creative dell'arte, nella tecnologia e nei vari campi della conoscenza, con decine di espositori legati ai vari campi del sapere creativo e in una serie di incontri, dibattiti, cineforum con ospiti italiani ed internazionali, tenutasi nel 2006, 2007 e 2008 (Fortezza da Basso).
- Costante Cambiamento, festival su l'arte della danza, del teatro, del cinema, del design contemporanei, (Teatro Goldoni).
- In-Fortezza: manifestazione fiorentina dedicata a musica, concerti, cultura, teatro, gastronomia e letteratura, (Fortezza da Basso).

#### Eventi di cinema
A Firenze ogni anno si tiene la 50 Giorni di Cinema Internazionale a Firenze ed altri eventi ci cinema tra i quali:
- Festival dei Popoli, giunto alla 50ª edizione nel 2009, è il festival del film documentaristico, con i concorsi internazionali per lungometraggi, cortometraggi e stile libero (Cinema Odeon, Auditorium Stensen).
- River to River. Florence Indian Film Festival (quella del 2010 sarà la 10ª edizione), è il primo festival nel mondo interamente dedicato al cinema indiano e a film sull'India con ospiti i più importanti registi, attori, giornalisti indiani.

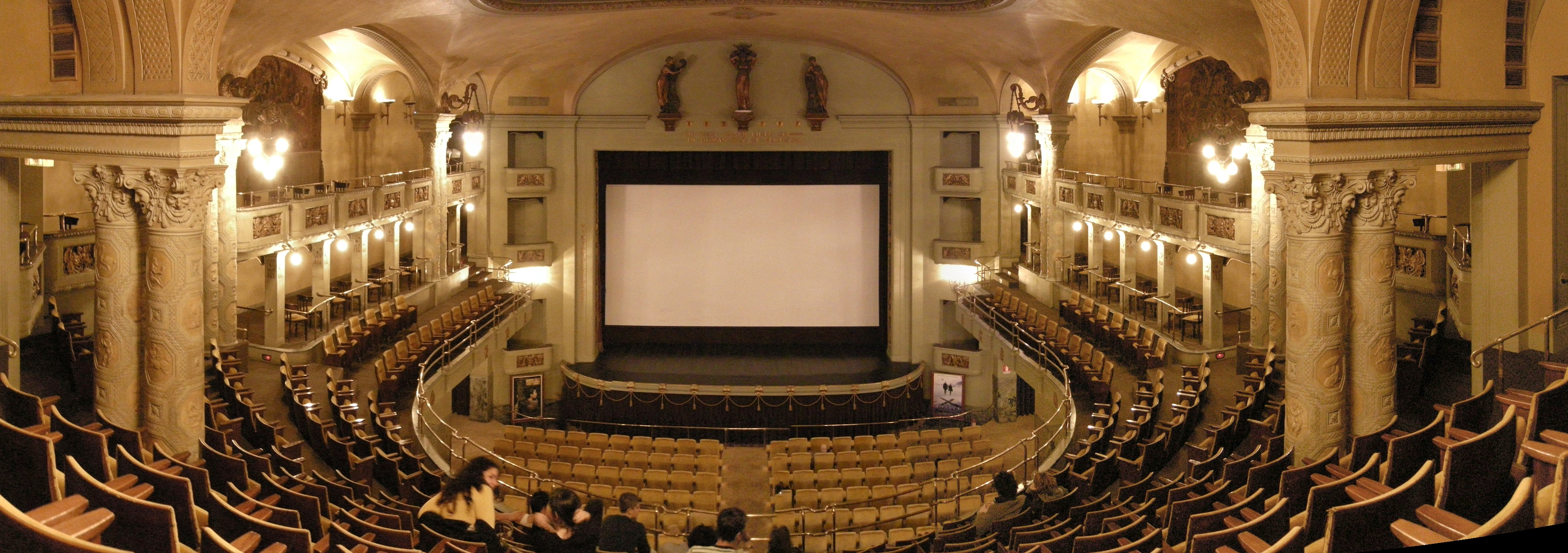
Cinema Odeon

- France Cinéma, evento dedicato al cinema francese che dal 2009 ha assunto il nome di France Odeon, (Cinema Odeon).
- Festival Internazionale di Cinema e Donne, (Cinema Odeon).
- Florence Queer Festival, (Cinema Odeon, Teatro di Rifredi, Saschall).
- Lo schermo dell'arte, festival internazionale di film sulle arti contemporanee, (Cinema Odeon).
- Premio New Italian Cinema Events Città di Firenze.
- North Korean Cinema, festival dedicato al cinema koreano, (Cinema Odeon).
- Sonar International Short Film Festival, organizzato da K.lab e Anémic con cortometraggi e film francesi ed europei, in collaborazione anche con l'ambasciata dei Paesi Bassi di Firenze, (Istituto francese).
- Firenze Festival, rassegna cinematografica in cui vengono presentati i filmati prodotti dalle scuole primarie e secondarie di primo grado della Toscana, realizzati con la scuola di cinematografia di Firenze, oltre ad ospitare numerosi attori, registi, giornalisti e scrittori.
- Filmspray, rassegna cinematografica di cinema indipendente e itinerante, (Cinema Ciak).
- Italiani brava gente, festival promosso da cinemaitaliano.info ed incentrato su lavori che analizzano la situazione e vari aspetti attuali dell'Italia, (Auditorium Stensen).
- Res-Pubblica - Cinema e politica, giunta alla IX edizione in quattro giornate indaga i diversi modi di pensare la politica attraverso il cinema e proiezione di film, (Auditorium Stensen).
- Film Middle East Now, il primo festival cinematografico italiano dedicato al Medio Oriente organizzato dall'associazione culturale Map of Creation in stretta collaborazione con la Fondazione Stensen e con il supporto e il patrocinio di Comune di Firenze, Mediateca Regionale Toscana-Film Commission, Consiglio Regionale e Provincia di Firenze, (Cinema Odeon).
- Notti di mezza estate, rassegna di film dedicati alle arti contemporanee, si tiene alla Biblioteca delle Oblate.
- Le Giornate del cinema Europeo, rassegna cinematografica che ospita le produzioni provenienti da tutta l'Europa, (Cinema Odeon).
- Screenings, manifestazione promossa dalla Rai con incontri e proiezioni, (Cinema Odeon).
- Rassegna di Cinema Giapponese, 5 giorni dedicata al cinema giapponese.

#### Eventi di musica

Fortezza da Basso

- Florence International Music Festival, rassegna di talenti della musica scelti tra i vincitori dei concorsi nazionali e internazionali più prestigiosi (Salone dei Cinquecento in Palazzo Vecchio).
- OperaFestival, festival lirico della Toscana, (Giardino di Boboli e Palazzo Pitti).
- Nextech Festival, evento dedicato alla scena internazionale della nuova musica elettronica e delle arti digitali, ed organizzato da Musicus Concentus, Intooitiv e Tenax, (Stazione Leopolda).
- Music and Digital Art Festival, evento sulle arti digitali e la musica elettronica, con dj/vj e live set, rassegne video, workshop e showcase con operatori del settore, artisti, responsabili di etichette e progetti di produzione, (Parco delle Cascine).
- Rock Contest , manifestazione che promuove i gruppi musicali emergenti del panorama nazionale, (Fortezza da Basso).
- Tempo Reale Festival, festival sulla musica di ricerca che si svolge annualmente ad ottobre nei seguenti luoghi CANGO, Museo Marino Marini, Teatro della Pergola e Villa Strozzi.
- Festival au désert. Presenze d'Africa, festival musicale organizzato da Fabbrica Europa in collaborazione il più importante Festival dell'Africa sub-sahariana, (Anfiteatro delle Cascine).
- Le stagioni della musica, 6 concerti incentrati su diversi periodi storici, dal Rinascimento agli anni Duemila.
- Florence Youth festival, rassegna arrivata (nell'anno 2010) alla 12ª edizione, che si articola in un festival delle orchestre giovanili europee.
- Florence Chamber Music Festival, giunta alla terza edizione (nel 2010) si tiene nel cortile del museo nazionale del Bargello.
- AntiCOntemporaneo, rassegna che vede diversi concerti di musica antica e contemporanea.
- Wrong festival, tre giorni di musica ed arte nei giardini di via del Mezzetta.
- Mercati in Musica, 6 concerti e 4 passeggiate musicali nelle zone dei Mercati storici nel mese di settembre

#### Eventi di danza
- Crossroads, incroci di danza, 6ª edizione organizzato da Centro coreografico Internazionale Opus Ballet, (Limonaia).
- Florence Dance Festival, arrivato alla 18ª edizione è organizzato dal Florence Dance Cultural Center, (Teatro Goldoni).
- Danza in Fiera, grande manifestazione che ospita compagnie, scuole, accademie di danza e ballerini famosi per quattro giorni ininterrotti di spettacoli e balletti, (Fortezza da Basso).
- Firenze & Danza, manifestazione sull'arte coreutica che coinvolge le migliori scuole ed accademie nazionali ed internazionali, (Saschall).
- Florence Tango Festival, 4 giorni di esibizioni di grandi maestri, lezioni (di vari livelli), 50 workshops di tango, vals, milonga e chacarera e vari concerti, (Saschall).
- Summer dance in Italy, orkshop internazionale di danza, (Parco delle Cascine).

#### Eventi di moda

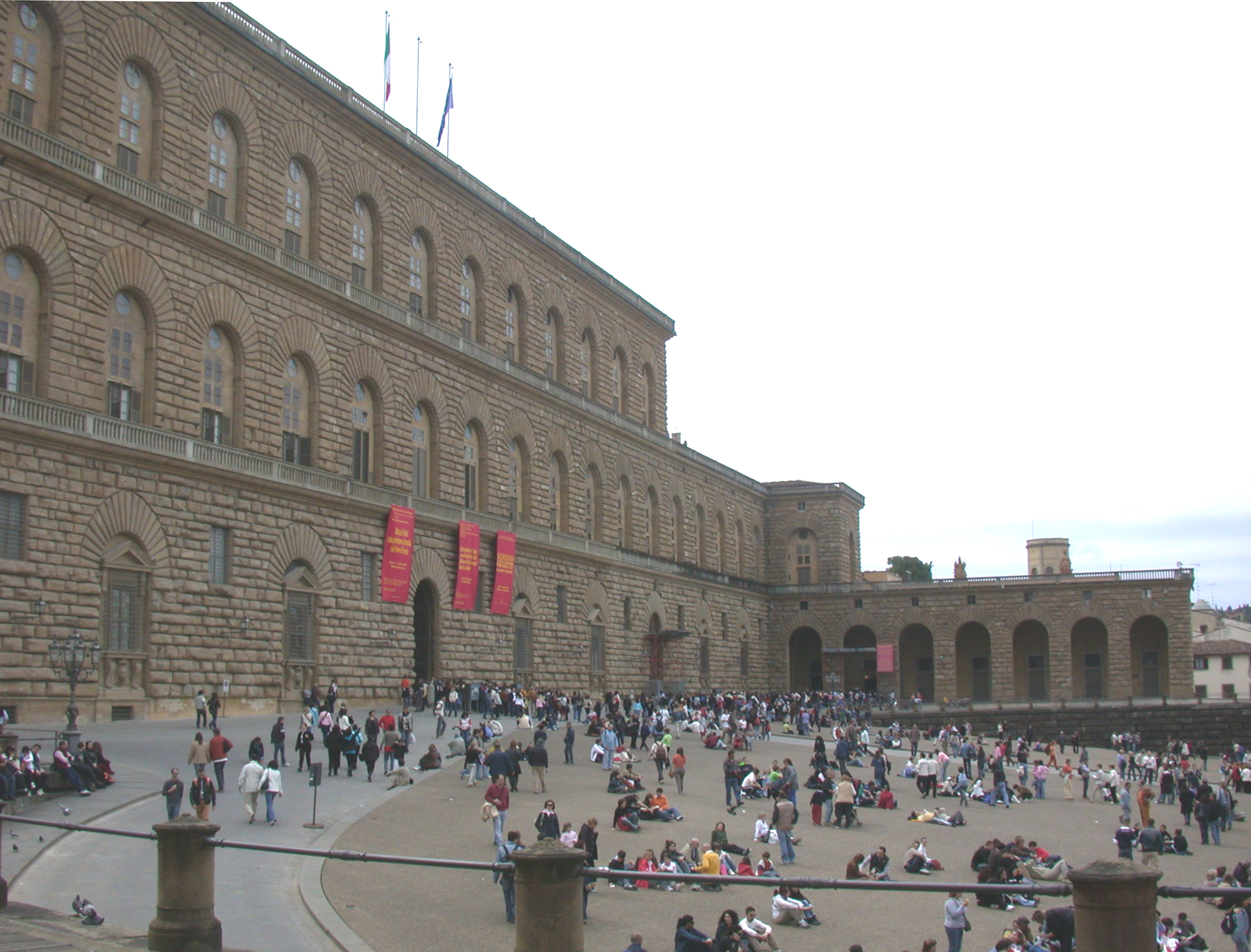
Palazzo Pitti

- Pitti Immagine: serie di grandi eventi, sfilate, esposizioni, gran gala, presentazioni di moda tra i più importanti nel calendario internazionale, di cui le principali manifestazioni organizzate durante l'anno sono:
  - Pitti Immagine Uomo: esposizione di collezioni moda uomo, che avviene due volte all'anno.
  - Pitti_W Woman Pre-collections: esposizione di pre-collezioni di moda donna, con due edizioni all'anno.
  - Pitti Immagine Filati: collezioni di filati per maglieria, svolto due volte all'anno.
  - Pitti Immagine Fragranze: collezioni di profumeria artistica, che si svolge annualmente.
  - Pitti Immagine Bimbo: collezioni moda per ragazzi da 0-14 anni, due volte all'anno.
  - Pitti Immagine Casa
  - Pitti Immagine ModaPrima
  - Pitti Immagine ModaPelle
- Immagine Italia & Co., fiera di lingerie e tessile, (Fortezza da Basso).
- Vintage Selection, esposizione di moda vintage, (Stazione Leopolda). Mandela Forum

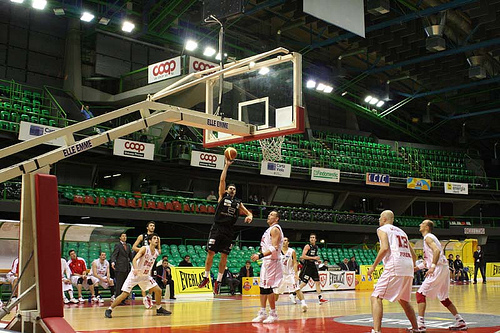
Mandela Forum

- Mare d'Amare, salone internazionale dedicato al beachwear, (Fortezza da Basso).
- Prima Moda Tessuto, (Fortezza da Basso).
- Polimoda Fashion Week, (Saschall).

#### Eventi d'arte
- Biennale Internazionale d'Arte, (Fortezza da Basso).
- Salone Internazionale d'Arte e del Restauro, grande esposizione e luogo d'incontro, e vetrina per tutti gli operatori internazionali del settore, (Stazione Leopolda).
- ArteFirenze, mostra mercato d'arte moderna e contemporanea, (Fortezza da Basso).
- Private Flat, tre giorni di Arte Contemporanea che si svolge annualmente, in cui i cittadini stessi offrono i loro spazi per ospitare le opere d'arte andando a creare una vera e propria rete di case aperte al pubblico in tutta la città.
- Florence Tattoo Convention, è un evento che promuove l'arte del tatuaggio e della Body-art (Fortezza da Basso).
- st.ART, organizzato dall'Accademia di Belle Arti è una manifestazione artistica che si svolge a maggio, in cui più di 100 giovani artisti dislocati su 30 diversi "st.ART Point" animano la città con mostre, performance, conferenze in piazza e collegamenti web con tutto il mondo.
- Archeologia viva, congresso nazionale sull'archeologia.
- Genio fiorentino, tantissime iniziative culturali ed artistiche (In tutta la città).
- Un anno ad arte: Firenze, ogni anno si propongono mostre ed esposizioni realizzate dal Polo Museale Fiorentino, in collaborazione con l'Ente Cassa di Risparmio di Firenze e Firenze Musei. Per il 2010 Da Caravaggio ai cammei dei Medici.
- Florens - Settimana internazionale dei beni culturali e ambientali, in vari luoghi della città.

#### Eventi letterari
- 500 Cantori per Firenze: all'improvviso Dante, appuntamento annuale promosso da Cult-er ed Elsinor Teatro stabile d'innovazione ed organizzata dalla provincia di Firenze, in cui centinaia di cittadini ed istituzioni alternandosi, leggono pubblicamente i passi della Divina Commedia, nei principali luoghi del centro storico.
- Ultra, festival della letteratura, in effetti, serie di eventi che si articolano in presentazioni di libri, concerti, spettacoli, workshop, presenza dei migliori scrittori italiani e delle nuove scoperte, si svolge a settembre in vari luoghi della città.
- Voci lontane, voci sorelle, rassegna giunta all'8ª edizione (2010) rivolta al confronto tra le voci poetiche attualmente più significative delle diverse culture, che vede l'alternarsi di recital dei poeti ospiti, momenti di introduzione e di approfondimento, con l'intervento di importanti critici e traduttori, e la partecipazione di importanti poeti internazionali.

#### Eventi etnici

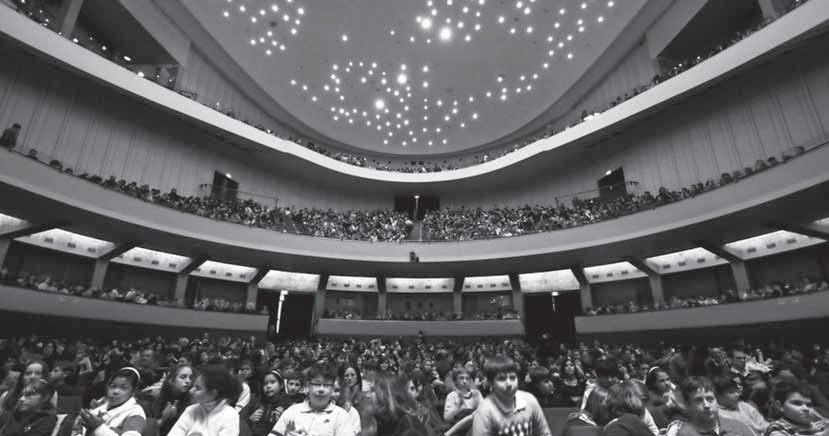
Teatro Comunale

##### Europei
- Fabbrica Europa, evento internazionale di primo piano sul confronto dei popoli europei su ogni espressione artistica, culturale e sociale, con eventi di danza, teatro, musica, dj set, workshop e arti visive che si tiene ogni anno a maggio nella Stazione Leopolda.
- Notte Blu, grande evento organizzato dal Centro Europe Direct Firenze ed il comune di Firenze che consiste ventisette (come il numero dei paesi dell'UE) ore di eventi culturali, musicali, sportivi, ed una maratona di conferenze tenute dai ricercatori del CNR e dell'Università di Firenze; vari luoghi della città.
- Britmania, patrocinato dal consolotato britannico di Firenze è una serie di concerti, mostre, incontri e spettacoli sul mondo britannico ospitati al Saschall.
- Irlanda in Festa, giunta alla XIV edizione prevede cinque serate di musica, danze e sapori di Irlanda, (Saschall).
- La Settimana della Cultura Baiana, manifestazione internazionale, promossa e organizzata da Associazione Capoeira Angola Palmares e Istituto Ibra per la promozione delle relazioni sociali, economiche e culturali tra Italia e Brasile, con il patrocinio di numerose istituzioni, (Casa della Creatività, Palazzo Firenze Marathon).

##### Asiatici
- Improvvisamente è cambiato tutto, una manifestazione lunga un mese, dedicata alla Cina, con iniziative multidisciplinari che vanno dal cibo tipico cinese alle discipline del Kung Fu.

###### Giapponesi
- Il Giappone sei tu, festival patrocinato dall'Ambasciata del Giappone, Istituto Giapponese di Cultura e Gabinetto Vieusseux, in occasione della festa giapponese di primavera chiamata Hinamatsuri, (Borgo Ognissanti).
- Festival Giapponese, manifestazione culturale con spettacoli organizzato ogni anno dall'Associazione Culturale Giapponese Lailac, (Limonaia di Villa Strozzi).
- Natsu Matsuri, festa giapponese estiva con spettacoli si svolge in estate in prima edizione all'Anfiteatro (Parco delle Cascine) e poi nel Quartiere 4 (Limonaia di Villa Strozzi), organizzato dall'Associazione Culturale Giapponese Lailac.

##### Africani
- Piazza Tunisia, evento svolto in piazza della Repubblica che su diversi giorni annovera una serie di attività culturali e turistiche (artigianato, spettacoli, gastronomia, informazioni turistiche) legate alla Tunisia.

#### Eventi ludici
- FirenzeGioca, manifestazione della durata di 2 giorni, con tornei, dimostrazioni di giochi da tavolo, di carte, giochi di ruolo ed attività per adulti e bambini, (Saschall).

#### Eventi enologici
- Florence Wine Event, si tiene a settembre nelle strade e principali piazze di Oltrarno in cui decine di aziende presentano i loro vini, con seminari e degustazioni.
- Vignaioli & Vignerons, manifestazione che vede coinvolti 1000 vignaioli provenienti da 20 paesi produttori in Europa, in cui vengono organizzati convegni, laboratori, mostre, e degustazioni in varie zone della città.
- Wine&Fashion Florence, evento sul Vino e la moda che si accompagnano all'arte e alla storia di Firenze, (Uffizi e Palazzo Pitti).
- Olimpiade enologica, ricco programma di degustazioni, laboratori enogastronomici e wine bar, che si svolge nella zona collinare di Fiesole.

#### Eventi culinari
- Fiera del Cioccolato, si svolge ogni anno a febbraio e vede decine di espositori di cioccolato in tutte le sue forme e laboratori artigianali, (Piazza Santa Croce).
- Taste, salone del Gusto, fiera dedicata alle eccellenze del cibo italiano (circa 200 aziende specializzate e di nicchia) e alle biodiversità della tavola nell'era globale, (Stazione Leopolda).
- Fuori di Taste, in concomitanza con Taste si tiene Fuori di Taste: una serie di iniziative in città sempre dedicate al mondo gastronomico.
- Gelato Festival, si svolge annualmente in diverse piazze del centro storico.
- Degustibooks, rassegna dedicata al mondo della gastronomia e dei libri con degustazioni, presentazioni di libri e incontri.
- Biennale Enogastronomica Fiorentina, manifestazione che si estende su più settimane, con un programma ricco di incontri, spettacoli, itinerari del gusto, mercati, degustazioni, aperitivi, cene e tanto altro ancora.

#### Eventi legati agli animali
- Esposizione internazionale felina, manifestazione svolta sotto l'egida dell'Associazione nazionale felina italiana e il patrocinio del Comune di Firenze, (fortezza da Basso).

#### Eventi Automobilistici
- Raduno internazionale di Firenze per auto Mini Classica, si tiene ogni anno in aprile e vede le mitiche auto MINI rigorosamente classiche (non Bmw) invadere la città, il raduno si tiene ogni anno da circa 5 anni ed è considerato l'evento più importante in Italia per amanti della mini classica, è previsto anche un giorno al Mugello nella pista dell'autodromo.

#### Eventi sull'architettura e il design
- Beyond Media, festival dedicato all'indagine sul rapporto tra architettura e media che si tiene dal 1997.
- Triennale degli architetti di Firenze, mostre, dibatti, proiezioni, e molte installazioni temporanee in diverse zone della città.
- Florence Design Week, settimana dedicata al design con eventi in varie zone della città e area metropolitana.

#### Eventi sulla società

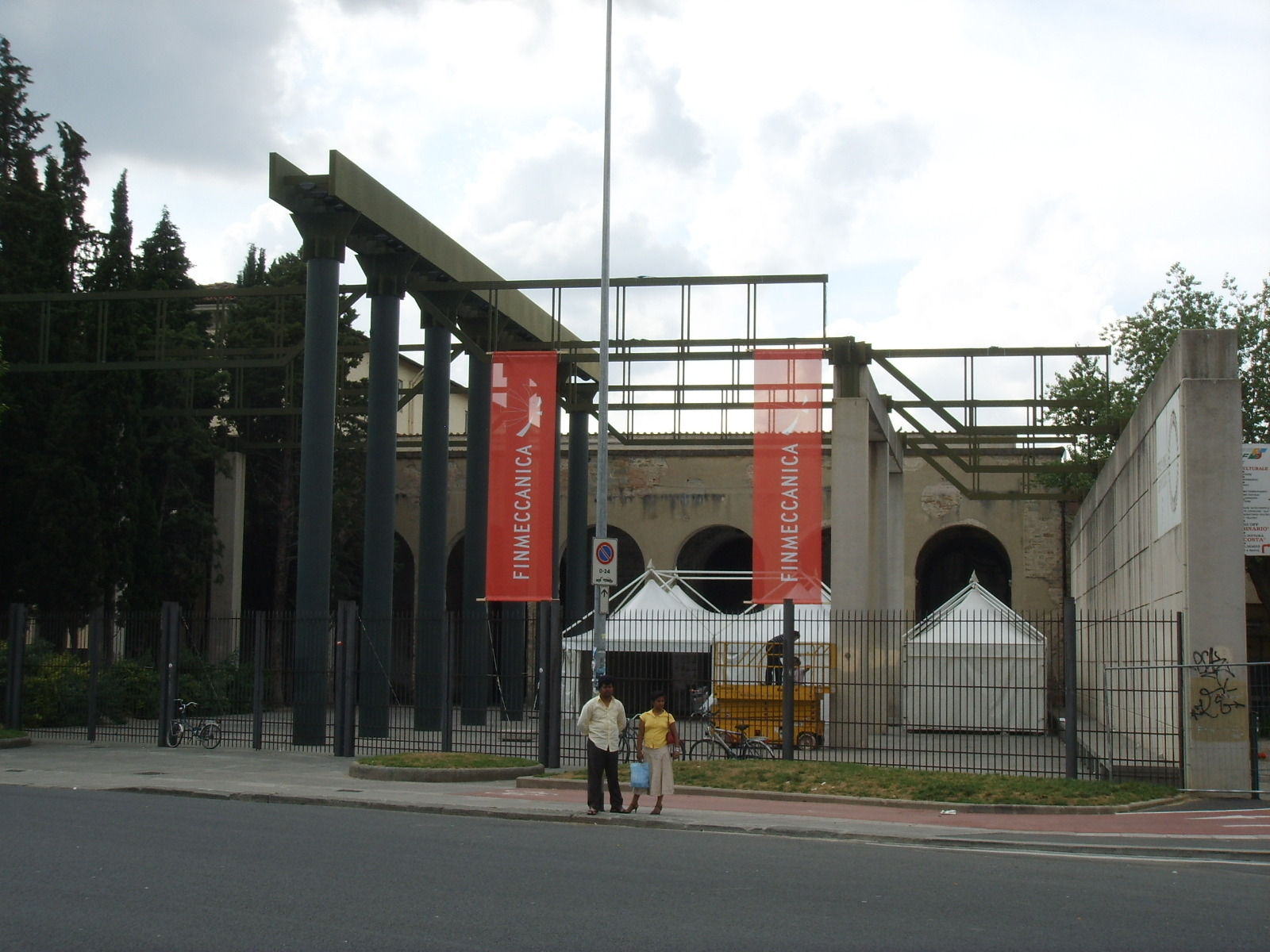
Stazione Leopolda

- Meeting sui diritti umani, importante evento che vede ogni anno ospiti di livello internazionale, autorità, giornalisti e migliaia di persone e studenti, (Mandela Forum).
- Terrafutura, si svolge a maggio ed è una kermesse incentrata sui problemi di sostenibilità sociale, economica e ambientale, (fortezza da Basso).

#### Eventi sulla pubblica amministrazione
- Dire & Fare, rassegna giunta nel 2009 alla dodicesima edizione e dedicata alla Pubblica Amministrazione a cui partecipano gli enti locali, le agenzie statali e regionali, aziende sanitarie, aziende pubbliche e private e terziario, con spazi espositivi, convegni e programmi formativi, (fortezza da Basso).

#### Eventi sulla medicina
- WPA International Congress, congresso medico internazionale organizzato da World Psychiatric Association, (fortezza da Basso).
- Congresso internazionale annuale di pediatria “Execellence in Paediatrics", tenuta dall'Ospedale pediatrico Meyer vede specialisti da tutto il mondo ritrovarsi a Firenze, (fortezza da Basso).

#### Eventi sulla tecnologia
- Fiera dell'elettronica e della telefonia, si svolge nella stazione Leopolda.

#### Eventi su energia e ambiente
- Mostra Mercato dei Fiori, promossa dalla Società toscana di orticoltura e sostenuta dall'accademia dei Georgofili, (giardino dell'Orticultura).
- I profumi di Boboli, evento giusto nel 2010 alla quarta edizione è una mostra-mercato della tradizione floreale e profumiera fiorentina, (giardino di Boboli).
- Mostra di bonsai e suiseki, giunta alla 25ª edizione si svolge a fine aprile al Parterre in piazza della Libertà.
- Ruralia, fiera della ruralità e dell'agricoltura (parco delle Cascine).
- Green Days, tre giorni interamente dedicati all'ambiente e allo sviluppo.
- Incredibile Enel!, rassegna di quattro giorni in cui vengono proposti con spettacoli, dibattiti e stand i temi legati alla produzione d'energia in modo eco-compatibile e con risorse rinnovabili, (piazza Santa Croce).

#### Eventi sul turismo
- Buy tourism online, evento dedicato al turismo online, due giorni per ragionare con TripAdvisor, Expedia, Google, e altri players, sui problemi e le opportunità di questo settore, (stazione Leopolda).
- Festival del Viaggio - Il Milione, manifestazione dedicata al tema del viaggiare, che si svolge a giugno, in vari luoghi del centro storico.

#### Eventi sul lavoro
- Job Fair, evento che si propone di aiutare tutte le persone in cerca di lavoro con seminari, workshop, offerte ed esposizioni, (teatro Saschall).

##### Eventi sul commercio
- Mostra internazionale dell'artigianato, (fortezza da Basso).
- Artigianato a palazzo, giunto alla XV edizione (giardino Corsini).
- TuttoSposi, fiera dedicata agli abiti da matrimonio (fortezza da Basso).
- Salone del mobile, manifestazione espositiva su arredo e la casa del futuro (fortezza da Basso).
- Salone immobiliare, la prima grande fiera per comprare e vendere casa (stazione Leopolda).

#### Eventi legati allo sport

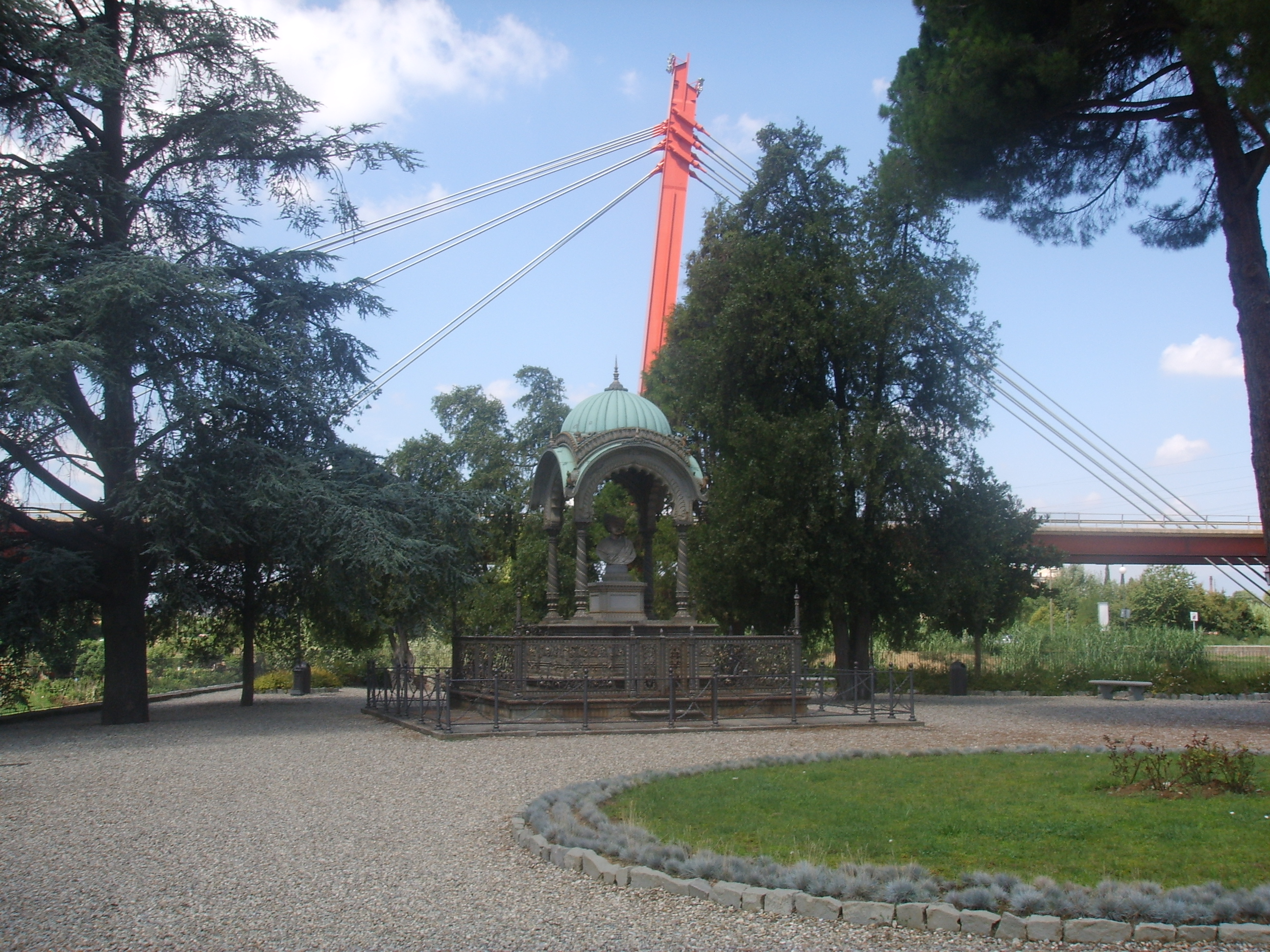
Parco delle Cascine

- Festival del fitness, si svolge nella fortezza da Basso.
- Special Sabato Wellness, evento organizzato dalla Firenze Marathon e rivolto a tutti i cittadini, (Firenze Marathon Welness).

Per le manifestazioni sportive consultare l'apposita voce: Sport a Firenze.

#### Altri
- Congresso internazionale di grafologia
- Convegno internazionale di ufologia, si tiene in novembre presso il grand hotel Baglioni, ormai giunto alla decima edizioni, è il maggior convegno del settore in Italia, con ospiti internazionali e temetiche sempre diverse di anno in anno.
- InFortezza, manifestazione ogni anno ospitata nella Fortezza da Basso tipicamente da metà luglio fino alla prima settimana di agosto; si svolgono diverse attività ed esposizioni, mercatini, concerti dal vivo di musicisti, ristorazione tipica ed etnica, (fortezza da Basso).

#### Firenzestate
Ogni anno a Firenze si svolge Firenzestate, 4 mesi di musica, teatro, poesia e danza, con grandi concerti di artisti internazionali (soprattutto al Mandela Forum, stadio Artemio Franchi e piazzale Michelangelo) oltre che a varie manifestazioni, festival, eventi culturali e di svago.